# Власенко Денис Володимирович
Власенко Денис Володимирович (рос. Власенко, Денис Владимирович; нар., 18 грудня 1997, Курськ, Курська область, Росія) — російський кіноактор.

## Біографія
Денис Власенко народився 18 грудня 1997 року у місті Курськ. У 17 років переїхав до Москви і вступив до ВДІКу (майстерня Сергія Соловйова). Після його закінчення у 2019 році був прийнятий до трупи Театру юного глядача.
Першу популярність артисту-початківцю принесла драма Івана Твердовського «Підкидьки», за яку він удостоївся призу на Фестивалі російського кіно в Марбельї (MIRFF). На початку 2020-х Власенко став одним із найзатребуваніших молодих акторів Росії — він зіграв головні ролі в серіалах «Хепі-енд», «Мені начхати, хто ви», «Закрити гештальт», «І знову здравствуйте!», «Стрім», «Інспектор Гаврилов», фільмах «Юра двірник» та «Страсті за Матвієм».

## Фільмографія

### Кіно
| Рік  |   | Українська назва            | Оригінальна назва                 | Роль    |
| ---- | - | --------------------------- | --------------------------------- | ------- |
| 2018 | ф | Як я став...                | рос. Как я стал...                | Морозов |
| 2018 | ф | Квнщики                     | рос. Квнщики                      | Ден     |
| 2018 | ф | Підкидьки                   | рос. Подбросы                     | Денис   |
| 2023 | ф | Юра двірник                 | рос. Юра дворник                  | Рома    |
| 2023 | ф | Страсті за Матвієм          | рос. Страсти по Матвею            | Матвій  |
| 2025 | ф | Чарівник Смарагдового міста | рос. Волшебник Изумрудного города | Тотошка |

### Телебачення
| Рік       |   | Українська назва      | Оригінальна назва          | Роль              |
| --------- | - | --------------------- | -------------------------- | ----------------- |
| 2020—2020 | с | Німці                 | рос. Немцы                 | Тоша              |
| 2021—2021 | с | Хепі-енд              | рос. Хэппи-энд             | Влад              |
| 2021—2021 | с | Пінгвіни моєї мами    | рос. Пингвины моей мамы    | новачок з дредами |
| 2021—2021 | с | Мені начхати, хто ви  | рос. Мне плевать, кто вы   | Женя              |
| 2022—2022 | с | Закрити гештальт      | рос. Закрыть гештальт      | Костя Ярцев       |
| 2022—2024 | с | І знову здравствуйте! | рос. И снова здравствуйте! | Артем             |
| 2022—2022 | с | Стрім                 | рос. Стрим                 | Жора Левров       |
| 2023—2023 | с | АльфаРомео            | рос. АльфаРомео            | Марк              |
| 2024—2024 | с | Інспектор Гаврилов    | рос. Инспектор Гаврилов    | Коля              |

## Нагороди і номінації
На VII Міжнародному фестивалі російського кіно в Марбельї «MIRFF-2019», зайняв перше місце в номінації Краща чоловіча роль за роль у фільмі «Підкидьки».
На кінофестивалі онлайн-кінотеатрів «Новий сезон» у 2023 році Денис Власенко посів перше місце в номінації «Герой нового сезону» за роль у фільмі «Страсті за Матвієм». Також за цю роль був представлений на кінопремії «Золотий орел» 2023 року в номінації «Найкраща чоловіча роль у кіно» та номінований на премію «Ніка» за 2023—2024 роки в категорії «Найкраща чоловіча роль».